# Günther von Berg
Günther Heinrich von Berg (ur. 27 listopada 1765 w Schwaigern k. Heilbronn, zm. 9 września 1843 w Oldenburgu) – niemiecki prawnik, polityk, profesor prawa w Getyndze, jeden z głównych przedstawicieli policystyki.
Piastował liczne funkcje urzędnicze i sądowe w Wielkim Księstwie Oldenburg i Hanowerze. Był nawet premierem rządu niewielkiego księstwa Schaumburg-Lippe. Brał udział w pracach kongresu wiedeńskiego. Otrzymał Order św. Stefana, a w 1838 godność szlachecką Cesarstwa Austriackiego.
Napisał znany podręcznik Handbuch des deutschen Polizeirechts (7 części, wydanych w latach 1799-1809).